# 卡萨纳雷省
卡萨纳雷省是位于哥伦比亚中东部地区的一个省，属于哥伦比亚奥里诺科大区，首府约帕尔，2018年人口为37万。